# フィンヌル・ヨウンスソン

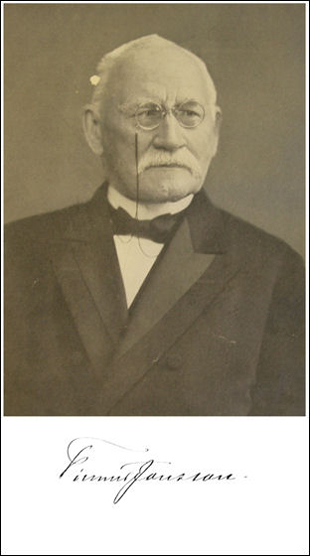
フィンヌル・ヨウンスソン。肖像写真と署名。

フィンヌル・ヨウンスソン（Finnur Jónsson 原語の発音；フィンヌル・ヨーンッソン、1858年5月29日 - 1934年3月30日）は、アイスランドの文献学者。特に古ノルド文学の分野で大きな業績を残した。

## 業績
フィンヌルは1878年にレイキャヴィーク高校を卒業したのち、コペンハーゲン大学でさらに学ぶためにデンマークに渡った。1884年にはスカルド詩に関する論文で文献学の博士号を取得。1887年に大学の講師 (Docent) の職に就き、1898年には教授に就任、1928年まで務めた。退職後も研究を続け、亡くなるその年まで著作を上梓し続けた。
フィンヌルの主な研究分野は古ノルド詩であった。彼の代表的な業績は3つあり、1つ目はスカルド詩の完全集成『Den norsk-islandske skjaldedigtning』である。これは2部から成っており、第1部は様々な写本に見られるテキストを異文も含めて掲載している。第2部はそれらを標準的なテキストに校正し、デンマーク語訳を附している。2つ目の業績は古ノルド語詩の辞書『Lexicon Poeticum』である。それは、表面上はスヴァインビョルトン・エイイルソンの同名の著作の改訂版であったが、実質的には彼自身の著作であった。3つ目の業績は、古ノルド文学の詳細な歴史を綴った『Den oldnorske og oldislandske litteraturs historie』である。
フィンヌルは異常なまでに多作の学者であり、他の著作を書いている間に、大量のアイスランド人のサガ・王家のサガ・リームル・エッダの刊本の準備をしていたという。また腕の立つ論客として、サガの歴史的正確性やエッダ詩の古さについて、他の学者との議論の中で、自身の信念を貫こうとする姿も見られたという。